# 徳川斉彊
徳川 斉彊（とくがわ なりかつ）は、江戸時代後期の大名。清水徳川家第5代当主を経て紀州徳川家を継ぎ、紀伊和歌山藩の第12代藩主となる。
11代将軍・徳川家斉の二十一男。母は吉江左門の娘・本性院。12代将軍・徳川家慶は異母兄であり、13代将軍・徳川家定は甥にあたる。

## 生涯
当初、水戸藩主徳川斉脩の養子になる話もあったが、水戸藩士の猛反対にあって実現しなかった。文政10年（1827年）、異母兄にあたる清水家当主徳川斉明が死去したので、清水家を継いだ。
弘化3年（1846年）、異母兄で清水家先々代当主でもある和歌山藩主の徳川斉順が死去する。隠居として健在であった前藩主治宝は西条藩主松平頼学の和歌山藩主擁立を幕府に要請するが、これを治宝への中傷を交えて附家老の水野忠央が潰した。
忠央が甥（妹・お琴の所生）でもある家慶の十二男・田鶴若を藩主に擁立することを懸念した和歌山藩士の働きかけもあって、斉彊が斉順の養嗣子として家督を継いだ。
落雷で和歌山城の天守閣が焼失するなど、治世は多難を極めた。嘉永2年（1849年）3月1日（同年3月27日とも言われている）に30歳で死去した。養嗣子としていた斉順の子・慶福が跡を継いだ。
和歌山藩主としての治世は2年10か月であり、この間の江戸参府はなく、和歌山帰国1回、和歌山在国の通算は10か月であった。

## 年譜
※日付＝旧暦
- 文政3年（1820年）4月28日 - 誕生。幼名は恒之丞。
- 文政10年（1827年）
  - 10月15日 - 江戸城内、清水館に定住し、清水徳川家の家督相続。
  - 11月15日 - 10万石賜る。
- 天保5年（1834年） - 元服し、父である将軍・徳川家斉から偏諱を与えられ斉彊と名乗る。従三位に叙し、左近衛権中将兼宮内卿に任官。
- 天保8年（1837年）8月28日 - 参議に補任。
- 弘化3年（1846年）
  - 5月 - 紀伊徳川家の家督を相続し、12代和歌山藩主となる。
  - 8月27日 - 従二位に昇叙し、権大納言に転任。
- 嘉永2年（1849年）3月27日 - 薨去。享年30（満28歳没）。法名は憲章院殿二品前亜相至徳道光大居士。墓所は和歌山県海南市の慶徳山長保寺。